# Coptoproctis languida
Coptoproctis languida is een vlinder uit de familie van de stippelmotten (Yponomeutidae). De wetenschappelijke naam van de soort werd in 1852 gepubliceerd door Philipp Christoph Zeller.